# La Roche (Familienname)
La Roche ist der Familienname folgender Personen:
- Anne de La Roche-Guilhem (1644–1707), französische Schriftstellerin
- Auguste La Roche (1810–1875), deutsche Schauspielerin, Sängerin und Schriftstellerin, siehe Auguste Kladzig
- Benedikt La Roche (1802–1876), Schweizer Bankier und Politiker
- Carl von La Roche (1794–1884), deutscher Schauspieler
- Carl Georg von La Roche (1766–1839), deutscher Bergbeamter
- Charles de La Roche-sur-Yon († 1565), französischer Adliger und Militär, Gouverneur von Paris und Dauphiné
- Friedrich von La Roche-Starkenfels (Rittmeister) (1700–1780), deutscher Rittmeister und Schlossherr
- Friedrich von La Roche-Starkenfels (Generalleutnant) (1769–1838), deutscher Generalleutnant
- Friedrich Georg von La Roche-Starkenfels (1729–1802), deutscher Regierungspräsident
- Daniel de La Roche (1743–1812), Schweizer Arzt und Botaniker, siehe Daniel Delaroche
- Emanuel La Roche (1863–1922), Schweizer Architekt
- Estienne de La Roche (1470–1530), französischer Mathematiker
- Frank La Roche (1853–1936), US-amerikanischer Fotograf
- Friedrich von La Roche († 1174), Erzbischof von Tyrus und Kanzler des Königreichs Jerusalem
- Gaspard de Goussé de La Roche-Allard (1664–1745), französischer Aristokrat und Marineoffizier
- Georg Michael Frank von La Roche (1720–1788), deutscher Hofbeamter
- Heinrich de La Roche, deutscher Geistlicher, Domvikarin Mainz
- Johann Jakob La Roche (1774–1856), Schweizer Bankier
- Johann La Roche (1745–1806), österreichischer Schauspieler
- Karl du Jarrys von La Roche (1811–1881), deutscher Generalleutnant und Historiker
- Käthi La Roche (* 1948), Schweizer Theologin
- Luitpold du Jarrys von La Roche (1837–1884), deutscher Regierungsbeamter
- Maria La Roche (1870–1952), Schweizer Malerin
- Maximiliane von La Roche (1756–1793), Mutter von Bettina von Arnim und Clemens Brentano
- Mazo de la Roche (1879–1961), kanadische Schriftstellerin
- Philipp von La Roche-Starkenfels (1770–1842), deutscher Generalmajor
- Raoul La Roche (1889–1965), Schweizer Bankier, Mäzen und Kunstsammler
- Robert La Roche (* 1938), österreichischer Brillen-Designer
- Samuel von La Roche-Starkenfels (1664–1722), deutscher Generalmajor
- Sissi Brentano de la Roche (1875–1956), deutsche Künstlerin und Keramikerin
- Sophie von La Roche (1730–1807), deutsche Schriftstellerin
- Udo von La Roche-Starkenfels (Generalleutnant) (1818–1883), deutscher Generalleutnant und Politiker, Mitglied der Frankfurter Nationalversammlung
- Udo von La Roche-Starkenfels (Politiker, 1859) (1859–1942), deutscher Jurist und Politiker, MdL Baden
- Walther von La Roche (1936–2010), deutscher Journalist

Siehe auch:
- La Roche-Starkenfels
- Haus La Roche, burgundische Adelsfamilie
- Du Jarrys von La Roche, französisch-deutsche Adelsfamilie
- Delaroche